# Ньюолл, Сирил
Маршал Королевских ВВС Сирил Льюис Нортон Ньюолл, 1-й барон Ньюолл (англ. Cyril Louis Norton Newall, 1st Baron Newall, 15 февраля 1886 года, Массури, Британская Индия — 30 ноября 1963 года, Лондон) — британский военный деятель, генерал-губернатор Новой Зеландии с 22 февраля 1941 года по 19 апреля 1946 года.

## Биография
Родился в семье военного. По окончании в 1905 году Военной академии в Сандхёрсте был направлен в пехоту, служил на границе Британской Индии с Афганистаном. В 1911 году поступил на лётные курсы, в 1913 году окончил их. Первоначально предполагалось, что Ньюолл создаст военную лётную школу в Индии, но в связи с началом Первой мировой войны он был направлен на Западный фронт во Францию. По окончании войны занимал различные посты в ВВС Великобритании, пока в 1937 году не был неожиданно назначен главой штаба ВВС, хотя вероятным кандидатом на этот пост считался Хью Даудинг, который был старше Ньюолла по производству в чин. На этом посту Ньюолл стремился изыскать средства по перевооружению авиации в преддверии будущей войны, однако не поддержал активное участие подведомственных ему сил в защите Франции в 1940 году. Это, однако, позволило сохранить национальные ВВС для последовавшей воздушной битвы за Англию. По окончании активной фазы этой битвы Ньюолл вступил в конфликт с влиятельным газетным магнатом лордом Бивербруком, занимавшим в тот момент пост министра авиационной промышленности и добившимся отставки Ньюолла, который был в связи с этим произведён в маршальский чин.
В 1941 году Ньюолл был назначен на пятилетний срок генерал-губернатором Новой Зеландии. На этом посту ему следовало подготовить страну и её колонии к обороне от возможного вторжения Японии, которое так и не последовало. Таким образом, обязанности Ньюолла оказались сугубо представительским. При этом он неоднократно вступал в конфликт с лейбористским правительством Питера Фрейзера, в частности, по поводу помилования заключённых, приговорённых к телесным наказаниям, и уменьшения диспропорции в парламентском представительстве сельских районов страны. В 1942 году Ньюолл стал последним на данный момент генерал-губернатором Новой Зеландии, официально выразившим своё несогласие с действиями правительства. По окончании срока полномочий он вернулся в Англию и получил наследственный титул барона Ньюолла. Изредка участвовал в заседаниях Палаты лордов.